# Bucerotiformes
Bucerotiformes este un ordin de păsări care conține păsările rinocer, pupeze, feniculide. Aceste păsări au fost clasificate anterior ca membri ai Coraciiformes. Păsările care fac parte din acest ordin trăiesc în Europa, Asia și Africa. 

## Taxonomie
Ordinul Bucerotiformes
- Subordinul Upupi
  - Familia Phoeniculidae
    - Genul Phoeniculus
      - Phoeniculus purpureus
      - Phoeniculus damarensis
      - Phoeniculus somaliensis
      - Phoeniculus bollei
      - Phoeniculus castaneiceps

    - Genul Rhinopomastus
      - Rhinopomastus aterrimus
      - Rhinopomastus cyanomelas
      - Rhinopomastus minor

  - Familia Upupidae
    - Genul Upupa
      - Upupa epops
      - Upupa africana
      - Upupa marginata
- Subordinul Buceroti
  - Familia Bucorvidae
    - Genul Bucorvus
      - Bucorvus abyssinicus
      - Bucorvus leadbeateri

  - Familia Bucerotidae
    - Genul Bycanistes
      - Bycanistes bucinator
      - Bycanistes fistulator
      - Bycanistes brevis
      - Bycanistes subcylindricus
      - Bycanistes cylindricus
      - Bycanistes albotibialis

    - Genul Horizocerus
      - Horizocerus albocristatus
      - Horizocerus hartlaubi

    - Genul Tockus
      - Tockus camurus
      - Tockus monteiri
      - Tockus erythrorhynchus
      - Tockus damarensis
      - Tockus rufirostris
      - Tockus ruahae
      - Tockus kempi
      - Tockus flavirostris
      - Tockus leucomelas
      - Tockus jacksoni
      - Tockus deckeni
      - Tockus alboterminatus
      - Tockus bradfieldi
      - Tockus fasciatus
      - Tockus hemprichii
      - Tockus pallidirostris
      - Tockus nasutus

    - Genul Ocyceros
      - Ocyceros griseus
      - Ocyceros gingalensis
      - Ocyceros biostris

    - Genul Anthracoceros
      - Anthracoceros coronatus
      - Anthracoceros albirostris
      - Anthracoceros malayanus
      - Antracoceros marchei
      - Anthracoceros montani

    - Genul Buceros
      - Buceros rhinoceros
      - Buceros bicornis
      - Buceros hydrocorax

    - Genul Rhinoplax
      - Rhinoplax vigil

    - Genul Anorrhinus
      - Anorrhinus austeni
      - Anorrhinus tickelli
      - Anorrhinus galeritus

    - Genul Penelopides
      - Penelopides manillae
      - Penelopides mindorensis
      - Penelopides panini
      - Penelopides samarensis
      - Penelopides affinis

    - Genul Berenicornis
      - Berenicornis comatus

    - Genul Aceros
      - Aceros nipalensis

    - Genul Rhabdotorrhinus
      - Rhabdotorrhinus corrugatus
      - Rhabdotorrhinus leucocephalus
      - Rhabdotorrhinus waldeni
      - Rhabdotorrhinus exarhatus

    - Genul Rhyticeros
      - Rhyticeros undulatus
      - Rhyticeros narcondami
      - Rhyticeros everetti
      - Rhyticeros subruficollis
      - Rhyticeros plicatus
      - Rhyticeros cassidix

    - Genul Ceratogymna
      - Ceratogymna atrata
      - Ceratogymna elate

- Familia †Messelirrisoridae
  - Genul †Messelirrisor

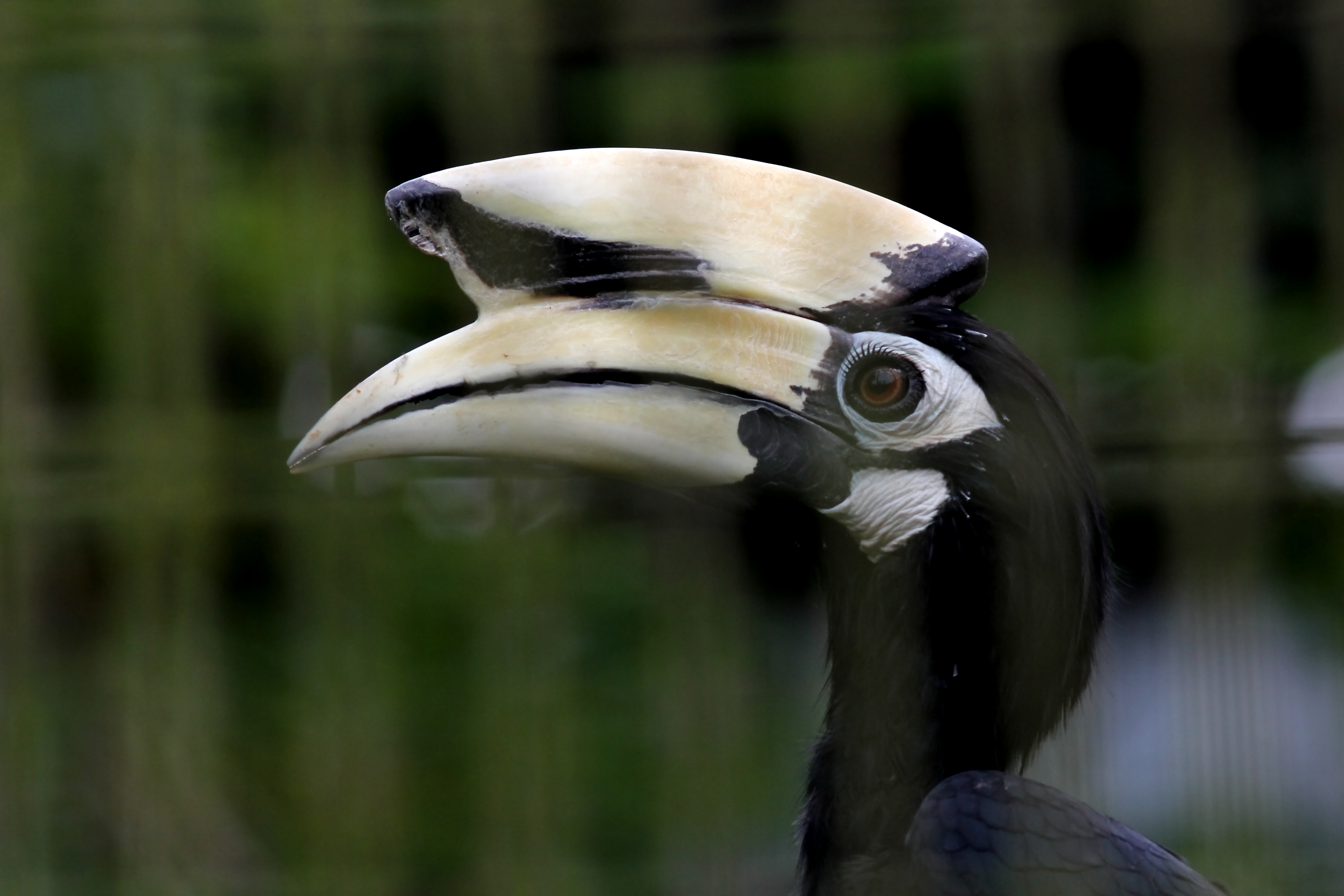
Anthracoceros albirostris

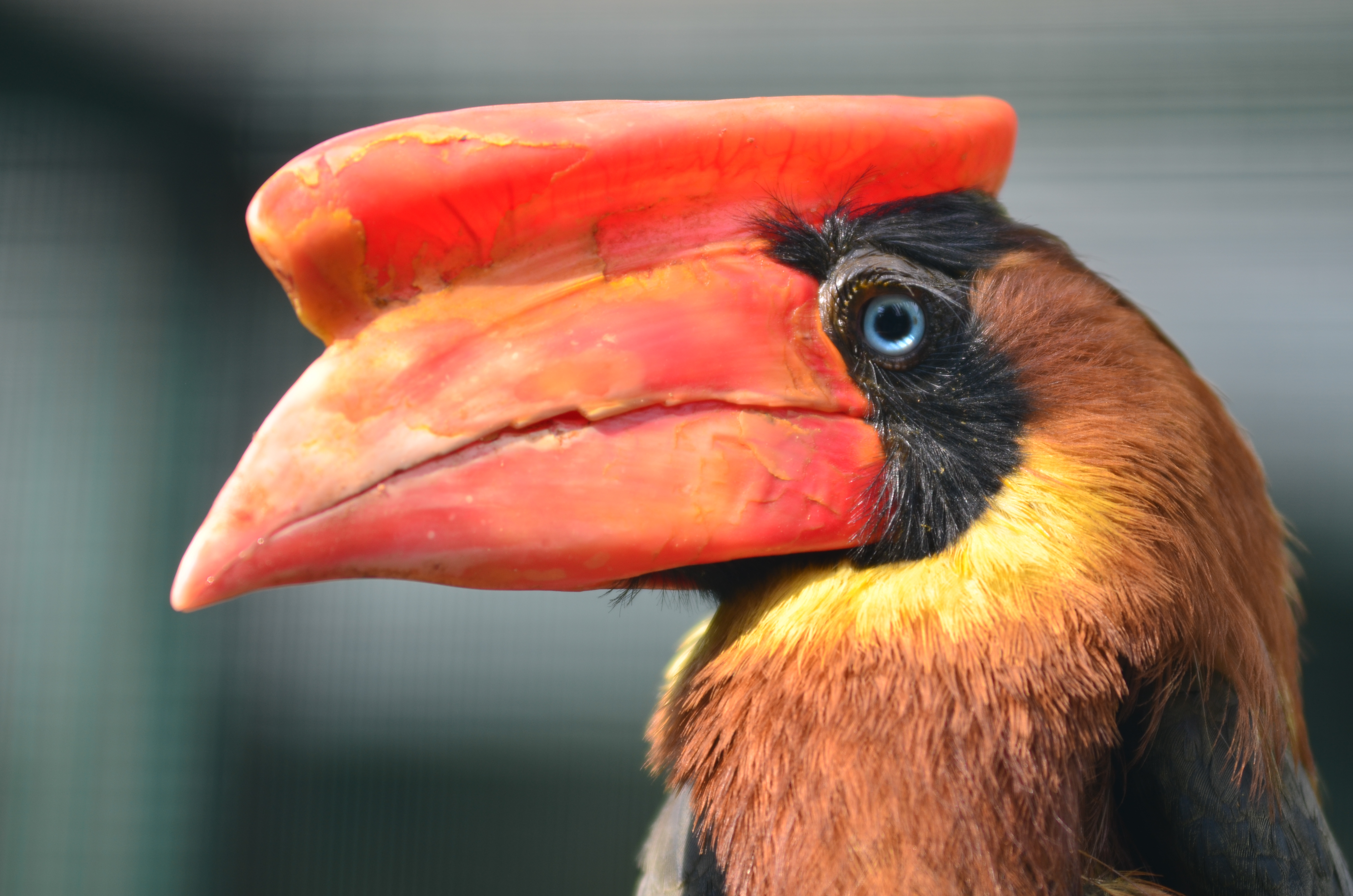
Buceros hydrocorax

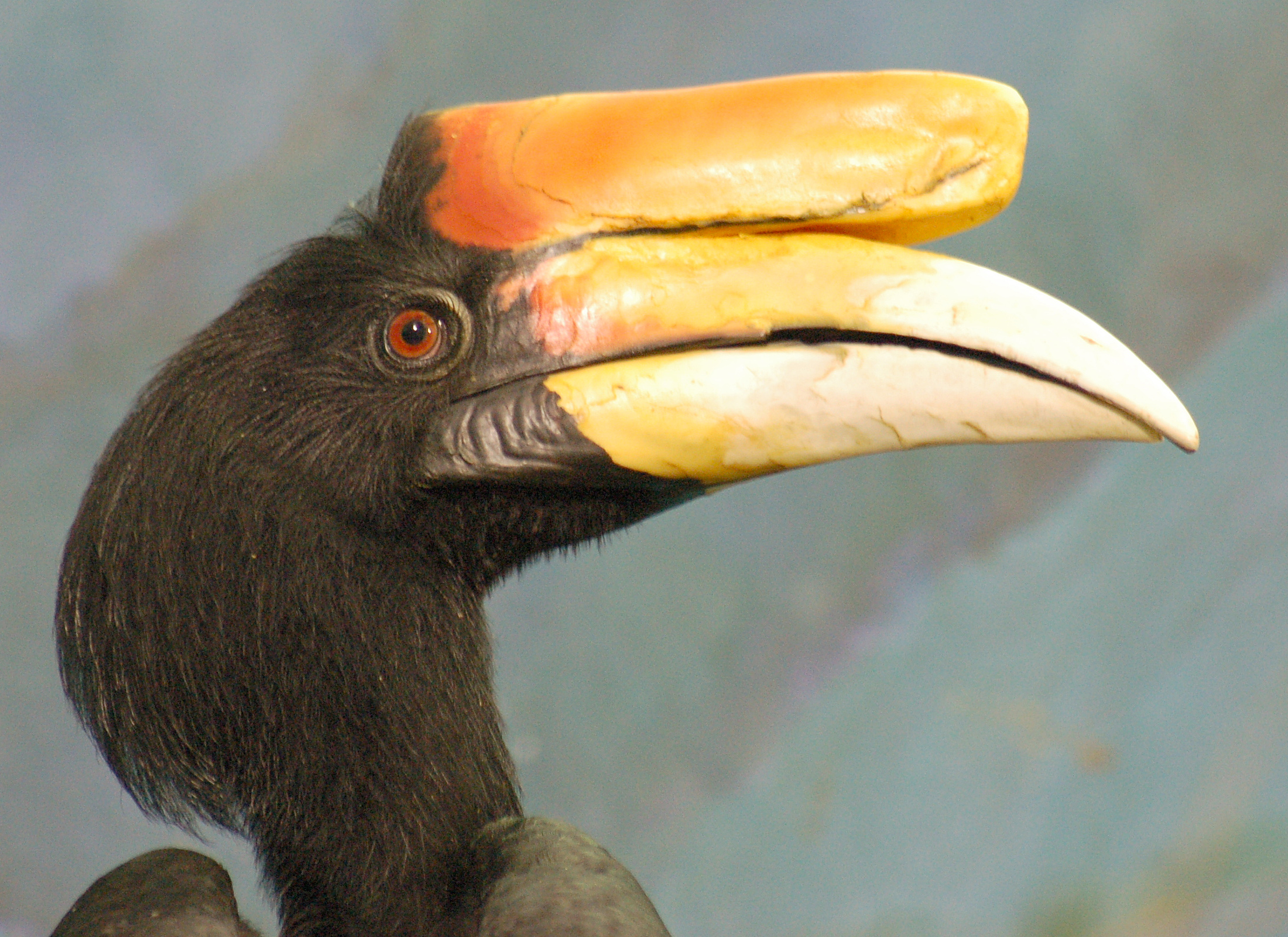
Buceros rhinoceros

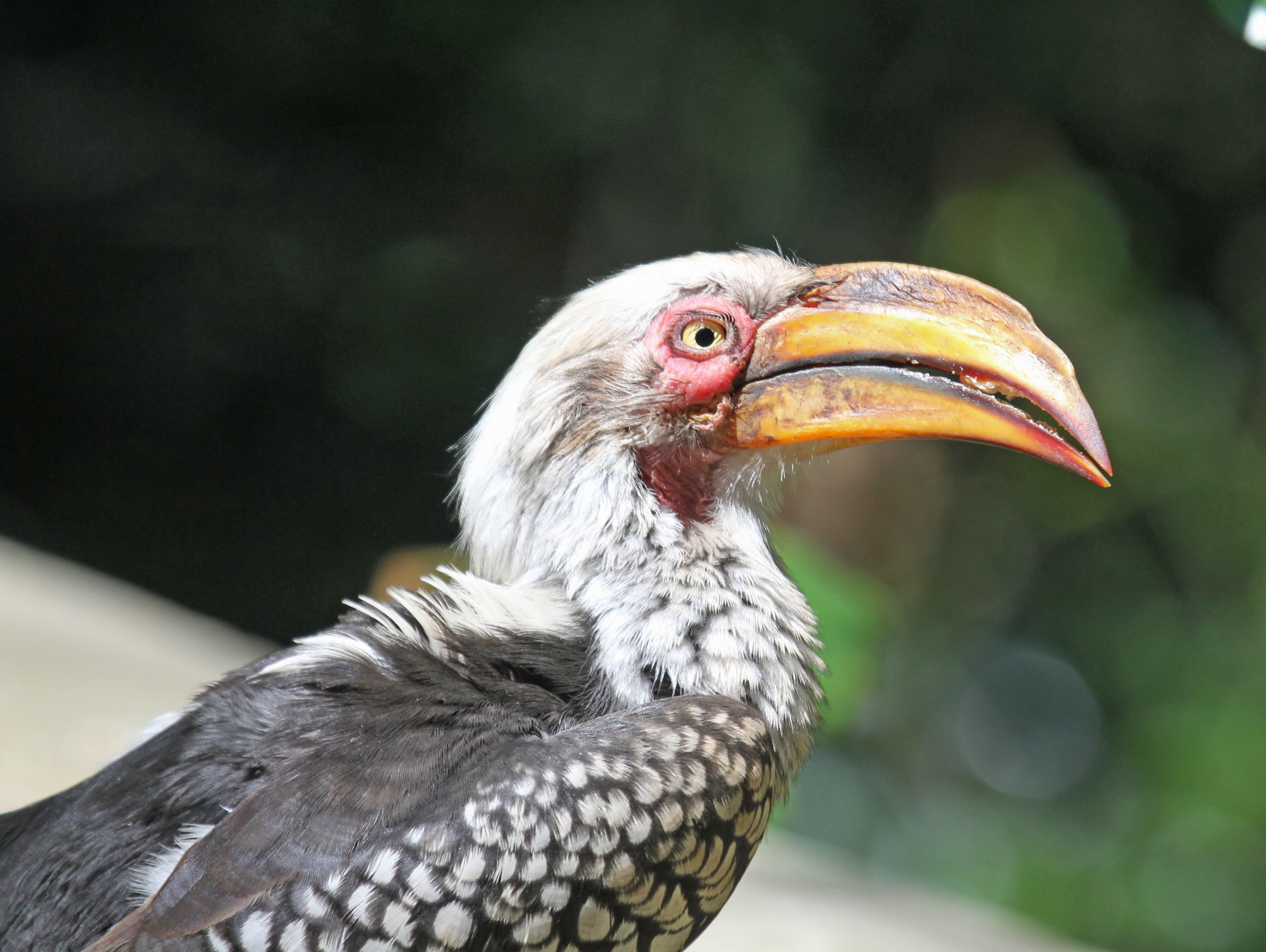
Tockus leucomelas

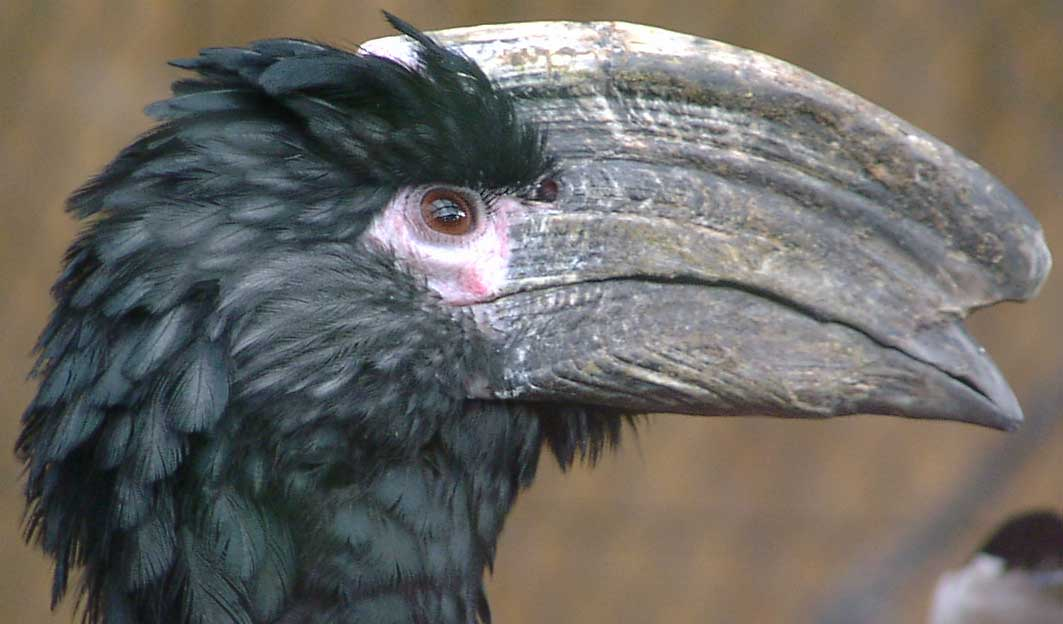
Bycanistes bucinator

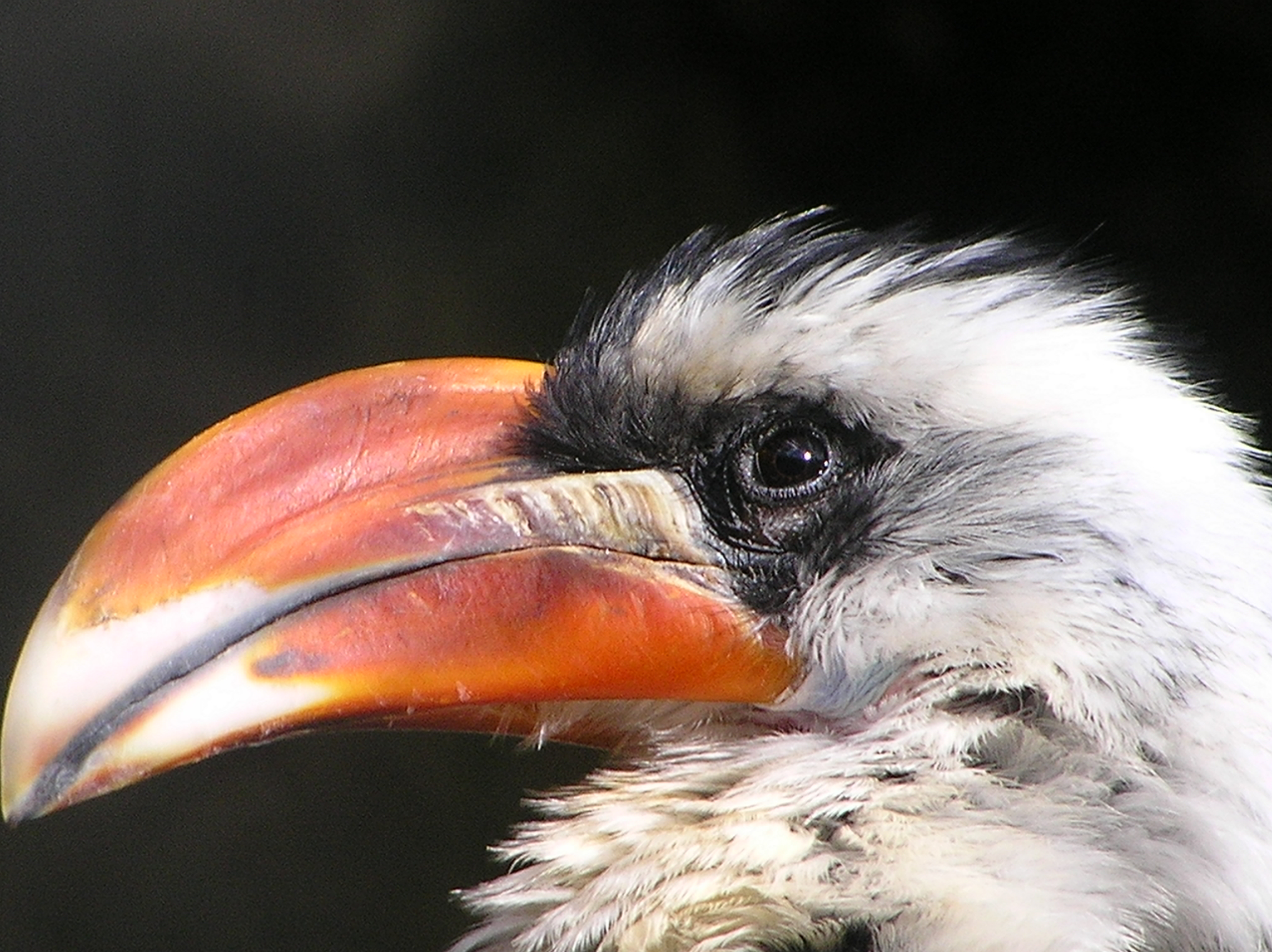
Tockus deckeni

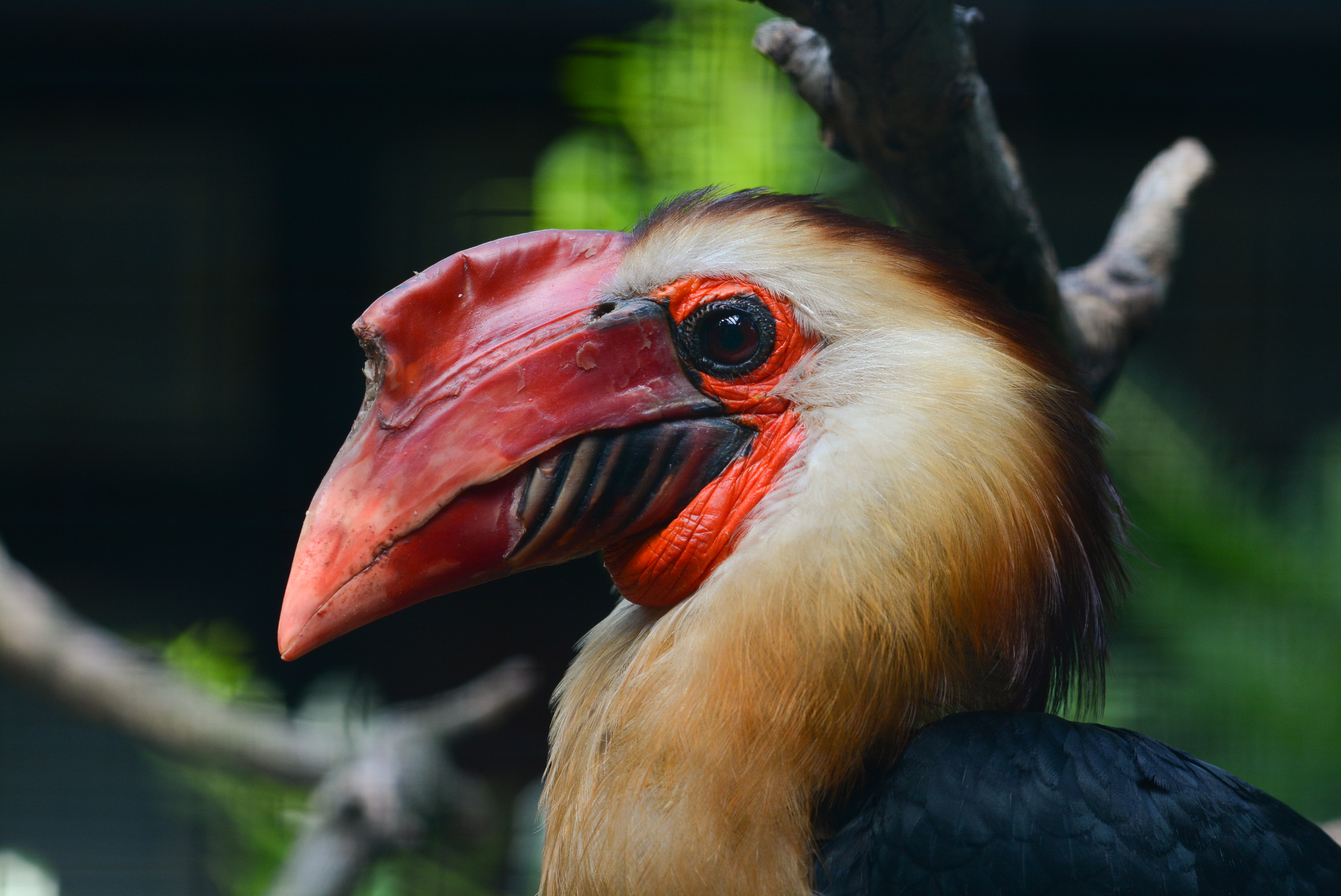
Rhabdotorrhinus leucocephalus

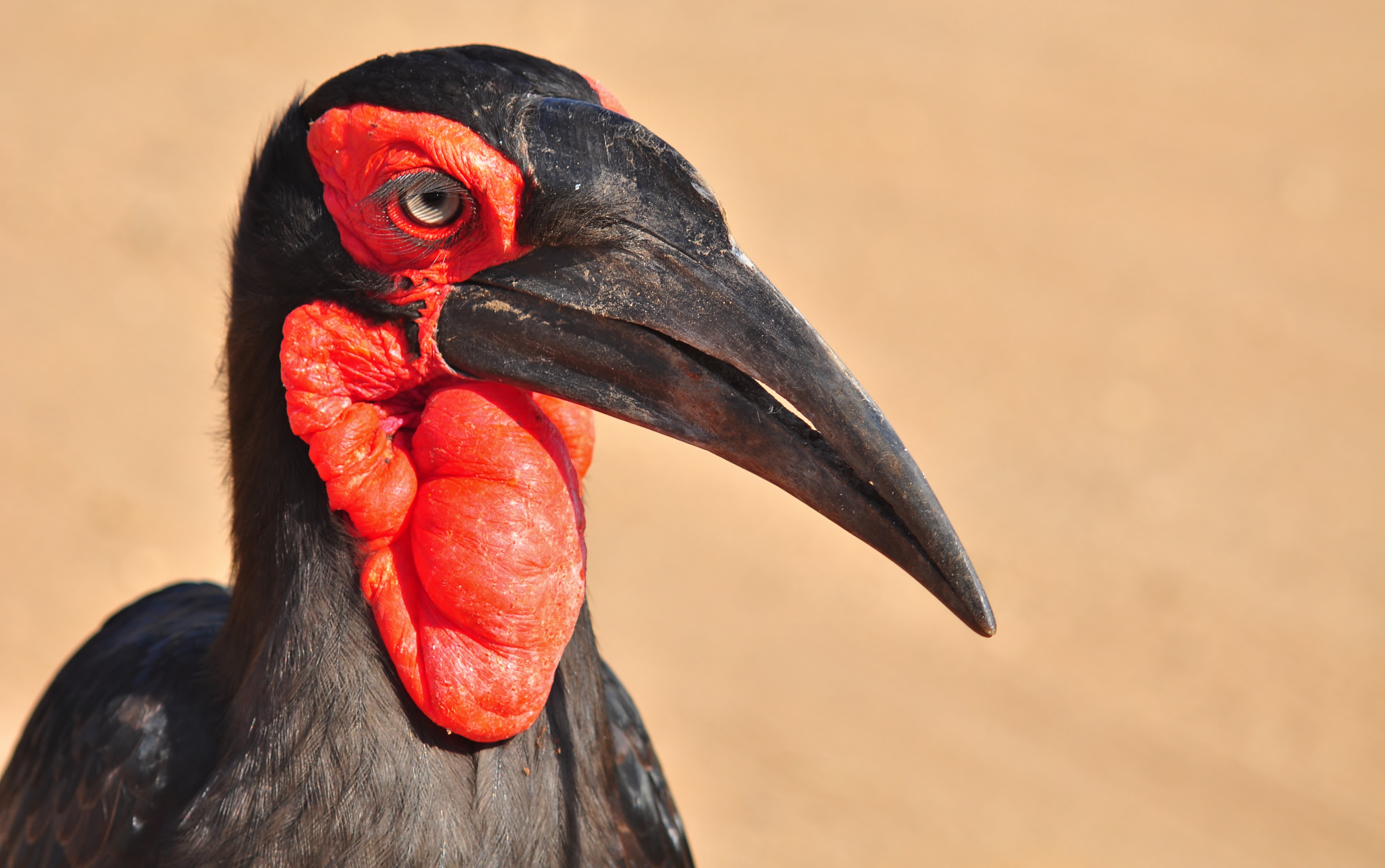
Bucorvus leadbeateri

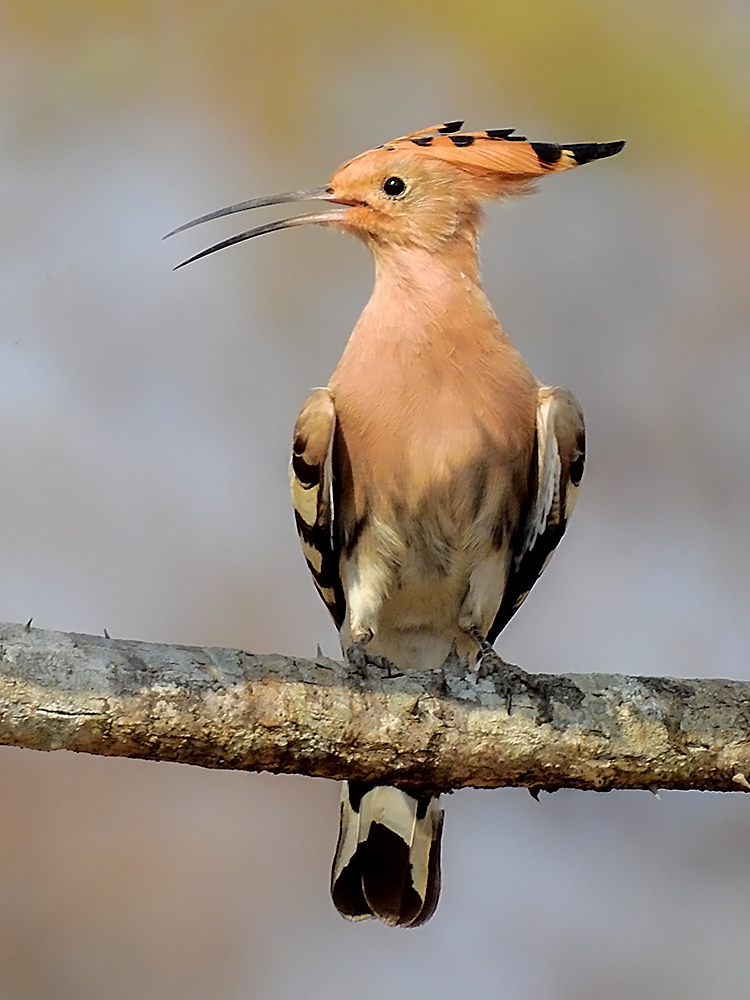
Pupăză (Upupa epops)

    - †Messelirrisor halcyrostris
    - †Messelirrisor grandis
    - †Messelirrisor parvus
- Familia †Laurillardiidae
  - Genul †Laurillardia
    - †Laurillardia longirostris
    - †Laurillardia munieri
    - †Laurillardia smoleni